# Jennifer Murray
Jennifer Murray (ur. w czerwcu 1940 w Providence na Rhode Island) – pierwsza kobieta, która odbyła lot dookoła świata na pokładzie śmigłowca. 

## Życiorys
Murray urodziła się w USA, ale wychowała w Anglii. Zajmowała się projektowaniem tkanin. Pracując w branży tekstylnej, przez wiele lat mieszkała w Tajlandii i Hongkongu. Obecnie (2023) mieszka w Somerset w Anglii. Latać zaczęła w 1994 roku. Miała wtedy 54 lata. 
Od 10 maja do 8 sierpnia 1997 roku pokonała dystans 36 tys. mil lecąc helikopterem Robinson R44. Lot trwał 97 dni, co było rekordem Guinnessa w locie kobiety dookoła świata śmigłowcem. Drugim pilotem był Quentin Smith.

## Nagrody i odznaczenia
- 2005: Rhode Island Aviation Hall of Fame Inductee[5]
- 2004: Wydanie w Gambii znaczka pocztowego na jej cześć
- 2000: Britannia Trophy Royal Aero Club[6]
- 1997: Srebrny Medal Royal Aero Club
- Puchar Brabazon
- Harmon Trophy